# Alwin Belger
Alwin Belger, vollständig Friedrich Christian Alwin Belger (* 3. Februar 1891 in Schönhausen; † 28. April 1945 in Bremen-Vegesack), war ein deutscher Schullehrer. 

## Biografie
Belger war der Sohn eines Ober-Bahn-Assistenten. Er besuchte die Gemeindeschule in Schönhausen, die Realschule in Rathenow und die Oberrealschule an der Lutherkirche in Hannover, wo er 1910 das Abitur bestand. Anschließend studierte er Geographie, Englisch und Französisch an den Universitäten Marburg, München und Rostock. Mit Beginn des Ersten Weltkriegs meldete er sich als Freiwilliger, wurde aber nach einer Beinamputation 1915 entlassen. Danach setzte er sein Studium fort und promovierte 1916 an der Universität Rostock.
Mit Eintritt in den Schuldienst kehrte er nach Hannover zurück. 1919 wurde er als Oberlehrer nach Vegesack an das Lyzeum zu Vegesack (1938: Gerhard-Rohlfs-Gymnasium) versetzt. Belger begann das umfangreiche Schrifttum des Afrikaforschers Gerhard Rohlfs zu erschließen, mit dem Ziel, dessen Leben und Wirken weit über Bremen hinaus bekannt zu machen. Er konnte seine selbstgesetzte Aufgabe nicht zu Ende bringen, da er in den letzten Kriegstagen beim Kampf um Bremen-Vegesack am 28. April 1945 starb.

## Ehrungen
- In Bremen-Vegesack wurde 1963 die Alwin-Belger-Straße nach ihm benannt.

## Schriften
- Gerhard Rohlfs. Biografie, Verlag Schulze, Hannover 1936.[2]